# Digne-les-Bains
Digne-les-Bains é uma comuna francesa situada no departamento de Alpes-de-Haute-Provence, na região Provence-Alpes-Côte d'Azur. Sua população era de 17.969 habitantes em 2010. É citada no livro "Os Miseráveis" de Victor Hugo como um pequeno vilarejo francês.

## Denominação
A denominação atual foi oficializada em 25 de junho de 1988 pelo decreto de 21 de junho de 1988 publicado em 24 de junho de 1988 no Journal officiel francês. Antes disso, a comuna chamava-se Digne, denominação ainda frequente no linguajar quotidiano.
Este nome vem da apelação Dinia do século I, transformada em Dignia em 780.

## Cidades-irmãs
- Alemanha - Bad Mergentheim
- Itália - Borgomanero
- Líbano - Douma